# كمبنسكي بيرتشسغادن
فندق كمبنسكي بيرتشسغادن هو فندق فخم ذو تقييم 5 نجوم، تابع لسلسلة الفنادق كمبنسكي يقع الفندق في المنطقة العمرانية البارزة والمنعزلة أوبرسالتزبيرغ، في بيرتشسغادن، ألمانيا

## التجهيزات
الفندق ذو الخمسة نجوم يحتوي على 126 غرفة و 12 جناح كما أنه يحتوي على 3 مطاعم و منتجع. وبالقرب من الفندق يوجد 'Golf Club Berchtesgaden' بتسعة حفر، ومنتجع تزلج صغير

## وصلات خارجية
- Kempinski Hotel Berchtesgaden, الموقع الرسمي للفندق